# Sycophila vacciniicola
Sycophila vacciniicola är en stekelart som först beskrevs av Balduf 1932.  Sycophila vacciniicola ingår i släktet Sycophila och familjen kragglanssteklar. Inga underarter finns listade i Catalogue of Life.